# Nanocrafter
Nanocrafter é um jogo sobre a construção de dispositivos em nanoescala usando pequenos pedaços de DNA. Na última década, os biólogos sintéticos começaram a usar do mecanismo de deslocamento de cadeia de DNA, uma reação previsível que ocorre entre três ou mais partes do DNA, para produzir circuitos computacionais em nanoescala, bem como andadores móveis capazes de transportar cargas sobre faixas de DNA. O campo ainda é pequeno, com apenas cerca de 50 laboratórios no mundo inteiro estão investigando uma técnica que tem grande probabilidade de diagnóstico, terapêutica e de fabricação em nanoescala.